# 中央地方共建国家级博物馆
中央地方共建国家级博物馆，是由中华人民共和国国家文物局、财政部共同认定，中央和省级人民政府联合共建的代表中华文明的地方所属重点博物馆。
首批中央地方共建国家级博物馆名单业已于2009年11月中旬由国家文物局先期公布，并于12月上旬由国家文物局、财政部联合发布。2024年4月，国家文物局、财政部发布新一轮中央地方共建国家级重点博物馆名单。

## 列表
现时共有15家中央地方共建博物馆：
首轮名单
- 上海博物馆
- 南京博物院
- 湖南博物院
- 河南博物院
- 陕西历史博物馆
- 湖北省博物馆
- 辽宁省博物馆
- 浙江省博物馆

首轮培育对象、第二轮入选
- 重庆中国三峡博物馆
- 首都博物馆（大运河博物馆）
- 山西博物院

第二轮入选
- 河北博物院
- 山东博物馆
- 广东省博物馆
- 四川博物院